# 圣皮埃尔埃纳克
圣皮埃尔埃纳克（法語：Saint-Pierre-Eynac，法語發音：[sɛ̃ pjɛʁ ɛnak]）是法国上卢瓦尔省的一个市镇，属于勒皮区。

## 地理
圣皮埃尔埃纳克（45°2'48"N, 4°2'2"E）面积23.99 平方千米，位于法国奥弗涅-罗讷-阿尔卑斯大区上盧瓦爾省，该省份为法国中南部省份，北起多姆山省和卢瓦尔省，西接康塔爾省，南至洛泽尔省，东临阿尔代什省。
与圣皮埃尔埃纳克接壤的市镇（或旧市镇、城区）包括：圣奥斯蒂安、布拉沃济、凯里耶尔、圣艾蒂安-拉尔代罗勒、圣日耳曼拉普拉德、圣于连-沙普特伊。

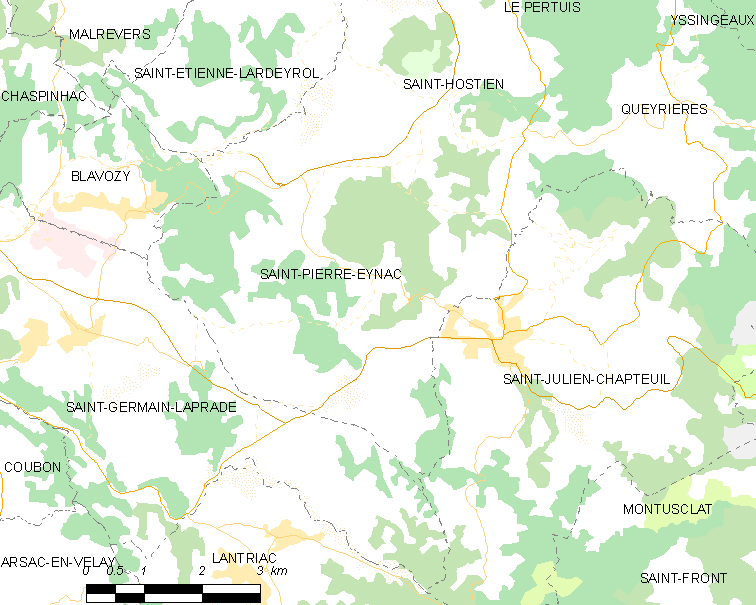
圣皮埃尔埃纳克的OSM定位图

圣皮埃尔埃纳克的时区为UTC+01:00、UTC+02:00（夏令时）。

## 行政
圣皮埃尔埃纳克的邮政编码为43260，INSEE市镇编码为43218。

## 政治
圣皮埃尔埃纳克所属的省级选区为昂布拉韦-梅加勒县。

## 人口

1962-2008年间圣皮埃尔埃纳克人口变化图示

圣皮埃尔埃纳克于2022年1月1日时的人口数量为1250人。